# 金斯利失言
金斯利失言，又称金斯利口误，是美国的政治比喻。一般用来形容政客们无意中说了实话，使自己的政治形象受到损害。此短语源自记者迈克·金斯利的一句名言：「政客说实话谓之失言。」（A gaffe is when a politician tells the truth.）

## 例子
- 2012年，在共和党党内總統初选中，作为候选人之一的米特·羅姆尼说：“我并不关心很穷的人们”，掀起轩然大波，罗姆尼不得不多次出面更正澄清。[2]